# Svend Hansen
 Der er flere personer med dette navn, se Svend Hansen (fodboldspiller).
Svend Aage Hansen (16. marts 1918- 21. marts 1945) var en dansk atlet og brandmand.
Hansen var medlem af Københavns IF og vandt to danske mesterskaber på 4 x 100 meter og satte også dansk rekord på distancen.
Hansen var ansat som brandmand på Frederiksbergs Brandvæsen og blev sammen med reservebrandmester Oskar Dalby dræbt under redningsarbejdet på Den Franske Skole på Frederiksberg Allé 74 efter det mislykkede engelske Shellhusbombardement den 21. marts 1945. De var gået ind i bygningen men den styrtede sammen og dræbte dem og de 86 børn og 18 voksne som de havde forsøgt at redde.

## Danske mesterskaber
- Guld 1942 4 x 100 meter
- Guld 1937 4 x 100 meter

## Personlige rekorder
- 100 meter: 11,3 1938
- 200 meter: 23.6 1938
- Længdespring: 6.57 1938